# Željko Pavlović
Željko Pavlović (ur. 2 marca 1971 w Sarajewie) – chorwacki piłkarz występujący na pozycji bramkarza, reprezentant Chorwacji w latach 1996–2001.

## Kariera klubowa
Pavlović, pomimo że jest Chorwatem, urodził się w Sarajewie i tam zaczynał piłkarską karierę w klubie FK Željezničar w roku 1989. Po 3 sezonach gry w 1. lidze byłej Jugosławii oraz Bośni i Hercegowiny Pavlović przeniósł się do Croatii Zagrzeb. Tam spędził jeden sezon (1993/94), podczas którego miał uczyć się bramkarskiego fachu od Dražena Ladicia. Zagrał 3 mecze ligowe i latem 1994 przeszedł do lokalnego rywala Croatii, NK Zagreb. Tam od razu stał się pierwszym bramkarzem, ale z NK nie odniósł żadnych znaczących sukcesów.
Latem 1996 roku Pavlović odszedł do austriackiego FC Linz, w barwach którego zajął 9. miejsce w lidze. W sezonie 1997/98 doszło do fuzji FC Linz z LASK Linz i tym samym Pavlović stał się graczem LASK. W drużynie LASK grał on przez cztery sezony. Najbardziej udane dla niego i drużyny były dwa pierwsze (1997/98 i 1998/99), kiedy drużyna z Linzu dwukrotnie zajmowała 5. miejsce w lidze, a w sezonie 1998/99 zagrała w finale Pucharu Austrii, gdzie przegrała ze SK Sturm Graz. Sturm wywalczył także mistrzostwo Austrii, dzięki czemu LASK z Pavloviciem mógł grać w Puchar UEFA.
W sezonie 2000/01 LASK spadł jednak z ligi, a Pavlović trafił do RSC Anderlecht. Tam jednak nie zdołał wywalczyć miejsca w składzie i przez 2 sezony ani razu nie pojawił się na boisku. Latem 2003 roku opuścił Belgię wracając do Austrii. Został zawodnikiem Austrii Salzburg. Tam zagrał tylko pół sezonu i zimą 2004 roku trafił do FC Kärnten. W lipcu 2004 roku Pavlović podpisał kontrakt z FC Wacker Innsbruck i do 2008 roku był pierwszym bramkarzem drużyny z Innsbrucka.

## Kariera reprezentacyjna
W reprezentacji Chorwacji Pavlović zadebiutował 26 marca 1996 roku w wygranym 2:0 towarzyskim meczu z Izraelem. Na kolejny występ w kadrze musiał czekać 3 lata kiedy to 13 listopada 1999 zagrał w spotkaniu z Francją. W całej karierze Pavlović w kadrze zagrał 7 meczów. Ostatni mecz miał miejsce 25 kwietnia 2001 – zremisowany 2:2 z Grecją.

## Statystyki kariery
| Sezon   | Klub             | Kraj       | Rozgrywki                            | Mecze | Bramki |
| ------- | ---------------- | ---------- | ------------------------------------ | ----- | ------ |
| 1989/90 | FK Željezničar   | Jugosławia | I liga                               | 6     | 0      |
| 1990/91 | FK Željezničar   | Jugosławia | I liga                               | 1     | 0      |
| 1991/92 | FK Željezničar   | Jugosławia | I liga                               | 0     | 0      |
| 1993/94 | Croatia Zagrzeb  | Chorwacja  | Prva HNL                             | 3     | 0      |
| 1994/95 | NK Zagrzeb       | Chorwacja  | Prva HNL                             | 30    | 0      |
| 1995/96 | NK Zagrzeb       | Chorwacja  | Prva HNL                             | 28    | 0      |
| 1996/97 | FC Linz          | Austria    | Bundesliga austriacka w piłce nożnej | 35    | 0      |
| 1997/98 | LASK Linz        | Austria    | Bundesliga austriacka w piłce nożnej | 25    | 0      |
| 1998/99 | LASK Linz        | Austria    | Bundesliga austriacka w piłce nożnej | 30    | 0      |
| 1999/00 | LASK Linz        | Austria    | Bundesliga austriacka w piłce nożnej | 27    | 0      |
| 2000/01 | LASK Linz        | Austria    | Bundesliga austriacka w piłce nożnej | 23    | 0      |
| 2001/02 | RSC Anderlecht   | Belgia     | Eerste Klasse                        | 0     | 0      |
| 2002/03 | RSC Anderlecht   | Belgia     | Eerste Klasse                        | 0     | 0      |
| 2003/04 | SV Salzburg      | Austria    | Bundesliga austriacka w piłce nożnej | 13    | 0      |
| 2003/04 | FC Kärnten       | Austria    | Bundesliga austriacka w piłce nożnej | 13    | 0      |
| 2004/05 | FC Wacker Tirol  | Austria    | Bundesliga                           | 26    | 0      |
| 2005/06 | FC Wacker Tirol  | Austria    | Bundesliga                           | 31    | 0      |
| 2006/07 | FC Wacker Tirol  | Austria    | Bundesliga                           | 24    | 0      |
| 2007/08 | Wacker Innsbruck | Austria    | Bundesliga                           | 26    | 0      |